# ジオシス
ジオシスグループは、Gmarket創設者のク・ヨンベとeBayとのジョイントベンチャーとして設立された企業。

## 解説
日本（今は無い）、シンガポール、インドネシア、マレーシア、中国、香港の計6地域（現在は5地域）においてインターネットショッピングモールを運営、各モールでは、様々な商品を取り扱っている。
2014年9月には、モールでは初めてとなる不正利用防止策として、キャリア決済「フレッツ・まとめて支払い」を導入した。
2015年6月には、Qoo10に出店しながら、海外対応ができる独自ドメインサイト「Q-Store」の提供を開始した。
2016年には、日本郵便と連携を行い「コンビニ・郵便局窓口受取サービス」を導入した。
ローソンやファミリーマートなどのコンビニ、郵便局、はこぽすでも商品の受取りが可能になった。アジアの音楽授賞式Mnet Asian Music Awardsの2017年度公式スポンサーになった。

## ジオシス合同会社
ジオシス合同会社は、かつて存在した日本の企業。電子商取引マーケットプレイスQoo10を運営していた。2018年4月、eBayにより買収された。
eBayによる買収以前は、韓国最大のインターネット通信販売サイトGmarketの創業者が設立したジオシスグループ(Giosis Group)のアジア地域において展開するインターネット通信販売サイトであった。